# 自助グループ
自助グループ（じじょグループ、Self Help Group）とは、なんらかの障害・困難や問題、悩みを抱えた人が同様な問題を抱えている個人や家族と共に当事者同士の自発的なつながりで結びついた集団。その問題の専門家の手にグループの運営を委ねず、あくまで当事者主体の運営を行う。当事者団体の一つ。
ここでは、主にメンタルヘルス関連の自助グループについて説明する。
その役割は、このかかわりの中で自ずから問題への取り組みの姿勢や理解の仕方の上で、自己変容的な成長が期待されること、また彼らを取り巻く地域社会との関わり方、受け入れられ方にも変化が出てくることなどがある。こうした取り組みは、1930年代にアメリカのアルコホーリク（アルコール依存症者）の間でうまれ。、その後、摂食障害や、麻薬、覚せい剤、仕事、ひきこもり、ギャンブル、買い物、恋愛、食事などのさまざまな嗜癖に悩む当事者たちの間の自助組織が、さまざまなかたちで形成されてきた。

## 主要な特徴
- 体験の共有、分かち合い[1]
- 「治療者 - 被治療者（医師と患者）」の関係ではなく、「仲間」[1]
- 自分の抱える問題や悩みをしっかりと直視すること
- 強制ではなく、自発的な参加
- 相互支援と相互扶助
- 互いに対等であること

こうした組織は、当初はアルコール依存症の当事者の集まりからスタートしたが、現在ではギャンブル、ドメスティックバイオレンス、薬物など各種依存症者の会をはじめ、糖尿病やがん患者などの患者会や、さまざまな障害の当事者やがんで乳房を切除した女性の会、不登校や学習障害などの問題を抱えた子をもつ親の会、セクシュアルマイノリティや特定のライフスタイルを共有する人たちの会など、さまざまな広がりを見せている。
グループの中では、互いに実名を伏せて、匿名で関わりあうことが多いことから、匿名グループ（Anonymous）という言い方もされる。

## グループ例
- 嗜癖関連
  - アルコホーリクス・アノニマス（AA）/ アラノン
  - 断酒会
  - ナルコティクス・アノニマス（NA）/ ナラノン（Nar-Anon）
  - オーバーイターズ・アノニマス（OA） /  NABA （ナバ）- 過食症
  - ギャンブラーズ・アノニマス（GA）/ ギャマノン
  - デターズ・アノニマス （DA、債務者）
  - 共依存アノニマス（CoDA）
  - オンラインゲーマー・アノニマス（OLGA）
- そのほか
  - イモーションズ・アノニマス（EA）
  - アダルトチルドレン・ディスファンクショナル・ファミリーズ・アノニマス（ACODA）
  - ReOPA レオパ ＜うつ病や生きづらさで苦しんでいる方の自助グループ＞
  - 田水会（T.A.M) 社会生活復帰・じょぶこーち
  - 自助グループT.A.M茶抹茶らぼＯｉｋ
  - アダルトチルドレン・AC自助グループ「いやし・は〜と」(石川県)

## 自助グループが登場する作品
- Dr.HOUSE
- ナース・ジャッキー
- ファイト・クラブ (映画)
- エレメンタリー ホームズ&ワトソン in NY